# Skaftfåfotingar
Skaftfåfotingar (Stylopauropus) är ett släkte av mångfotingar som beskrevs av Cook 1896. Skaftfåfotingar ingår i familjen fåfotingar.

## Dottertaxa till skaftfåfotingar, i alfabetisk ordning[1][2]
- Stylopauropus alaskensis
- Stylopauropus allmenae
- Stylopauropus andinus
- Stylopauropus atomus
- Stylopauropus beauchampi
- Stylopauropus brito
- Stylopauropus californianus
- Stylopauropus dawsoni
- Stylopauropus digitus
- Stylopauropus dolomiticus
- Stylopauropus dybasi
- Stylopauropus fratuelis
- Stylopauropus gladiator
- Stylopauropus globulus
- Stylopauropus hystriculus
- Stylopauropus karamani
- Stylopauropus limitaneus
- Stylopauropus locatus
- Stylopauropus machaerophorus
- Stylopauropus montanus
- Stylopauropus neglectus
- Stylopauropus oregonensis
- Stylopauropus pedunculatus
- Stylopauropus pubescens
- Stylopauropus quadrisulcus
- Stylopauropus schusteri
- Stylopauropus securiger
- Stylopauropus senticosus
- Stylopauropus simplus
- Stylopauropus strigilarius
- Stylopauropus sulcatus
- Stylopauropus zelandus